# Manurhin MR 93

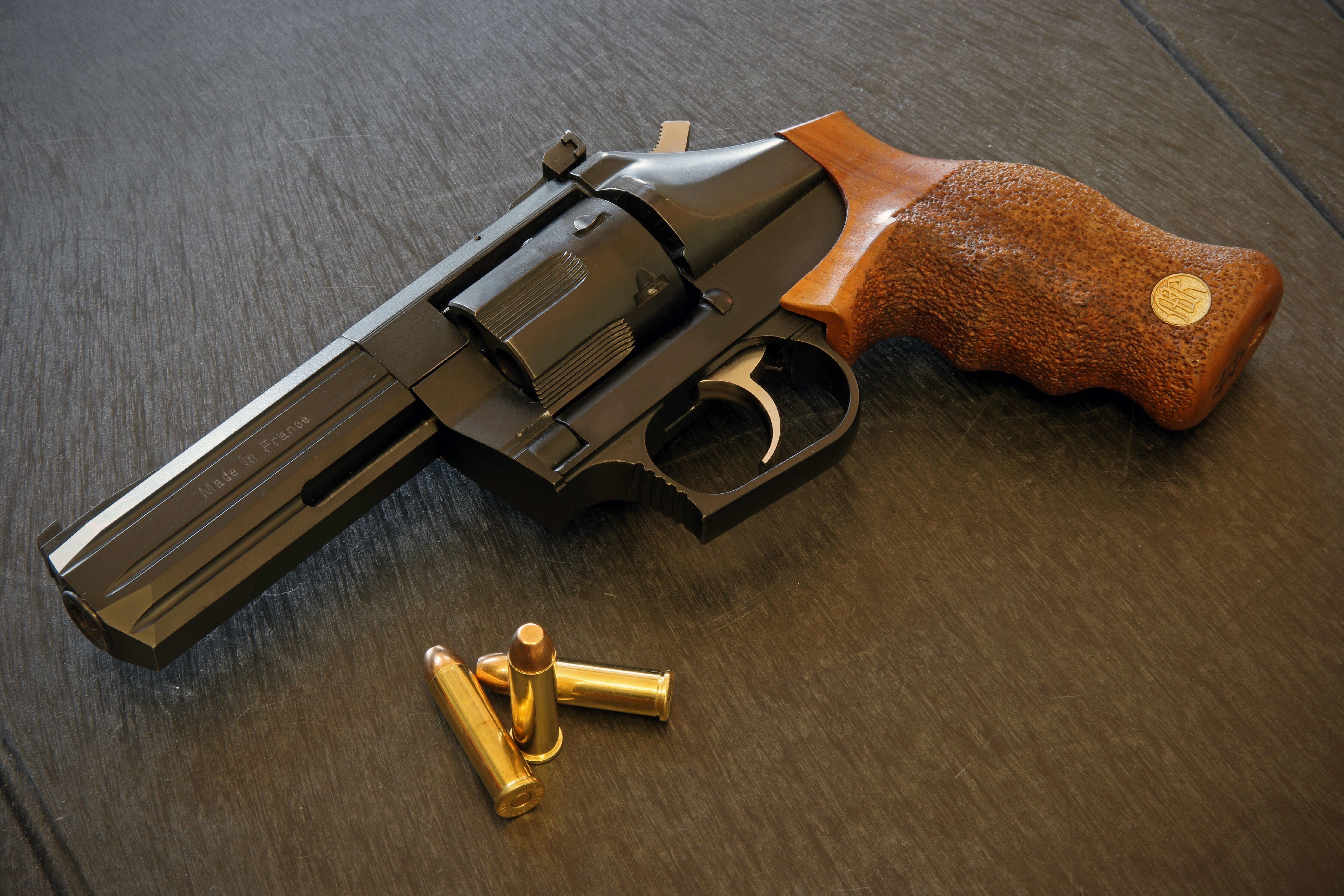
MR 93 357 Magnum.

Le Manurhin MR 93 est un revolver fabriqué par la firme Manurhin dans les années 1990.

## Origine
À la fin de la Seconde Guerre mondiale, la Manufacture de machines du Haut-Rhin (Manurhin) a commencé à produire des pistolets Walther (PP, PPk et P38) que la société allemande ne pouvait plus produire.
Longtemps après la Seconde Guerre mondiale, les policiers français restèrent pauvrement dotés en arme de poing, la plupart d'entre eux ayant des pistolets simple action en 32 ACP. Ils étaient adaptés au port discret, mais leur puissance d'arrêt était beaucoup moins adéquate. Bien que les policiers soient conscients de ces problèmes, l'administration ne les a pas pris en compte pendant plusieurs décennies.
La situation a commencé à changer quand, à la fin des années 1960, M. Raymond Sasia, alors directeur de la police nationale française, visita le FBI. Il fut convaincu que le 357 magnum en revolver était l'arme idéale pour l'emploi standard de police, où l'autodéfense est l'utilisation principale.
La création d'un nouveau revolver français commença au début des années 1970, la société Manurhin collaborant pour cela avec les services techniques de la police nationale. Les exigences pour ce revolver étaient la qualité, la robustesse, la précision, pour que l'arme puisse être utilisée autant pour des missions de service que pour des compétitions.
Cette étude a produit le MR 73. Ce fut un succès remarquable qui satisfaisait toutes les exigences demandées, mais il possédait des coûts de fabrication élevés.
Pour produire un revolver d'un coût plus abordable, Manurhin a signé un accord avec Ruger, spécialiste des carcasses coulées par micro fusion, un procédé moins coûteux que la fabrication par usinage de blocs d'acier forgé. Cette arme fut le RMR, ou Ruger Manurhin, qui comportait une carcasse et un mécanisme Ruger, les autres composants étant fabriqués par Manurhin, canon, barillet etc. Un transfert de savoir-faire technologique était inclus dans l'accord. Le Manurhin F1 (appellation officielle police) ou Manurhin 88 (appellation commerciale) est toujours fabriqué par Chapuis Armes, qui a acquis machines et brevets en 1999.
Le savoir-faire acquis grâce à la collaboration avec Ruger concernant les carcasses coulées par microfusion a permis à Manurhin de développer le MR 93 puis le MR 96.
L'aspect le plus intéressant de la fabrication du MR 93 est que, une fois qu'il a été lancé, chaque morceau est usiné sur un système CNC spécifique, où les tolérances sont automatiquement vérifiées avec des lasers au centième de millimètre. Les revolvers sont assemblés sur la réception d'une commande, en quatre heures. Cela signifie qu'il y a très peu ou pas d'ajustement manuel.
Le MR 93 a été commercialisé en 1993. Son échec commercial et celui du MR 96 ont entrainé la décision de Manurhin d'abandonner la fabrication des armes pour se recentrer vers son activité historique, la fabrication de machines.

## Caractéristiques
- Calibre : .357 Magnum
- Longueur : 22,2 cm à 29,9  cm selon la longueur du canon.
- Longueur du canon : de 7,6 cm à 15,2 cm.
- Poids non chargé : 1,08 kg à 1,330 kg selon la longueur du canon.
- Poids chargé : 1,16 kg à 1,41 kg selon la longueur du canon.
- Capacité : 6 coups.

### Sources
- http://www.manurhin-group.com/fr/